# Ekstraliga
La Ekstraliga (en español la Liga Extra) es un la primera división del fútbol femenino en Polonia.
Su primera temporada se disputó en la 1979 bajo el nombre de I liga polska kobiet. Czarni Sosnowiec fue el primer equipo campeón. En 2005 la liga fue renombrada a Ekstraliga kobiet. El ganador clasifica a la Liga de Campeones Femenina de la UEFA.

## Equipos temporada 2019-20
| Equipos                     | Ciudad         |
| --------------------------- | -------------- |
| GKS Górnik Łęczna           | Łęczna         |
| KKS Czarni Sosnowiec        | Sosnowiec      |
| KKPK Medyk Konin            | Konin          |
| AZS PWSZ Wałbrzych          | Wałbrzych      |
| UKS SMS Łódź                | Lodz           |
| MKS Olimpia Szczecin        | Szczecin       |
| TS Mitech Żywiec            | Żywiec         |
| AZS UJ Kraków               | Cracovia       |
| AZS PSW Biała Podlaska      | Biała Podlaska |
| KŚ AZS Wrocław              | Breslavia      |
| KS Unifreeze Górzno         | Górzno         |
| LUKS Sportowa Czwórka Radom | Radom          |

## Formato
Desde la temporada 2014-15 participan 12 equipos. Desde la edición de 2015-16, luego de la temporada regular, los equipos se dividen en dos grupos: campeones y descenso. Los puntos conseguidos en la temporada regular son agregados en esta postemporada.

## Lista de campeones
| Año  | Campeón                      | Subcampeón                   | Tercer lugar                  |
| ---- | ---------------------------- | ---------------------------- | ----------------------------- |
| 1975 | TKKF Checz Gdynia            | ZA Puławy                    | Karolina Jaworzyna Śląska (?) |
| 1976 | Checz Gdynia                 | LOT Warsaw                   |                               |
| 1977 | not held                     |                              |                               |
| 1978 | Checz Gdynia                 | LOT Warszawa                 | Karolina Jaworzyna Śląska (?) |
| 1979 | Checz Gdynia                 | Karolina Jaworzyna Śląska    | Walter Radom                  |
| 1980 | Czarni Sosnowiec             | Checz Gdynia                 | LOT Warszawa                  |
| 1981 | Czarni Sosnowiec             | Pafawag Wrocław              | Checz Gdynia                  |
| 1982 | Pafawag Wrocław              | Iskra Mierzyn                | Telpod Kraków                 |
| 1983 | Pafawag Wrocław              | Czarni Sosnowiec             | Telpod Kraków                 |
| 1984 | Czarni Sosnowiec             | Zagłębianka Dąbrowa Górnicza | Telpod Kraków                 |
| 1985 | Czarni Sosnowiec             | Pafawag Wrocław              | Zagłębianka Dąbrowa Górnicza  |
| 1986 | Czarni Sosnowiec             | Pafawag Wrocław              |                               |
| 1987 | Czarni Sosnowiec             | Pafawag Wrocław              |                               |
| 1988 | Zagłębianka Dąbrowa Górnicza | Pafawag Wrocław              |                               |
| 1989 | Czarni Sosnowiec             | Zagłębianka Dąbrowa Górnicza |                               |
| 1990 | Zagłębianka Dąbrowa Górnicza | Pafawag Wrocław              |                               |
| 1991 | Czarni Sosnowiec             | Zagłębianka Dąbrowa Górnicza |                               |
| 1992 | Stilon Gorzów Wielkopolski   | Czarni Sosnowiec             |                               |
| 1993 | Piastunki Gliwice            | Stilon Gorzów Wielkopolski   |                               |
| 1994 | Piastunki Gliwice            | Stilon Gorzów Wielkopolski   |                               |
| 1995 | Stilon Gorzów Wielkopolski   | Czarni Sosnowiec             |                               |
| 1996 | Stilon Gorzów Wielkopolski   | Czarni Sosnowiec             |                               |
| 1997 | Czarni Sosnowiec             | Stilon Gorzów Wielkopolski   | KS Podgórze Kraków            |
| 1998 | Czarni Sosnowiec             | Podgórze Kraków              | KS AZS Wrocław                |
| 1999 | Czarni Sosnowiec             | Podgórze Kraków              | Medyk Konin                   |
| 2000 | Czarni Sosnowiec             | KS AZS Wrocław               | Savena Warszawa               |
| 2001 | KŚ AZS Wrocław               | Czarni Sosnowiec             | Stilon Gorzów Wielkopolski    |
| 2002 | KŚ AZS Wrocław               | Czarni Sosnowiec             | KS Warta Atena Poznań         |
| 2003 | KŚ AZS Wrocław               | Medyk Konin                  | Czarni Sosnowiec              |
| 2004 | KŚ AZS Wrocław               | Medyk Konin                  | Czarni Sosnowiec              |
| 2005 | KŚ AZS Wrocław               | Czarni Sosnowiec             | Medyk Konin                   |
| 2006 | KŚ AZS Wrocław               | Medyk Konin                  | Czarni Sosnowiec              |
| 2007 | KŚ AZS Wrocław               | UKS Gol Częstochowa          | Medyk Konin                   |
| 2008 | KŚ AZS Wrocław               | Medyk Konin                  | RTP Unia Racibórz             |
| 2009 | RTP Unia Racibórz            | KŚ AZS Wrocław               | Medyk Konin                   |
| 2010 | RTP Unia Racibórz            | Medyk Konin                  | KŚ AZS Wrocław                |
| 2011 | RTP Unia Racibórz            | Medyk Konin                  | KŚ AZS Wrocław                |
| 2012 | RTP Unia Racibórz            | Medyk Konin                  | Górnik Łęczna                 |
| 2013 | RTP Unia Racibórz            | Medyk Konin                  | Górnik Łęczna                 |
| 2014 | Medyk Konin                  | Górnik Łęczna                | AZS Wrocław                   |
| 2015 | Medyk Konin                  | Zagłębie Lubin               | Górnik Łęczna                 |
| 2016 | Medyk Konin                  | Górnik Łęczna                | Mitech Żywiec                 |
| 2017 | Medyk Konin                  | Górnik Łęczna                | AZS PWSZ Wałbrzych            |
| 2018 | Górnik Łęczna                | Czarni Sosnowiec             | Medyk Konin                   |
| 2019 | Górnik Łęczna                | Medyk Konin                  | Czarni Sosnowiec              |

## Títulos por club
| Club                         | Títulos |
| ---------------------------- | ------- |
| Czarni Sosnowiec             | 12      |
| KŚ AZS Wrocław               | 8       |
| RTP Unia Racibórz            | 5       |
| Checz Gdynia                 | 4       |
| Medyk Konin                  | 4       |
| Stilon Gorzów Wielkopolski   | 3       |
| Piastunki Gliwice            | 2       |
| Zagłębianka Dąbrowa Górnicza | 2       |
| Pafawag Wrocław              | 2       |
| Górnik Łęczna                | 2       |